# Pollo de goma

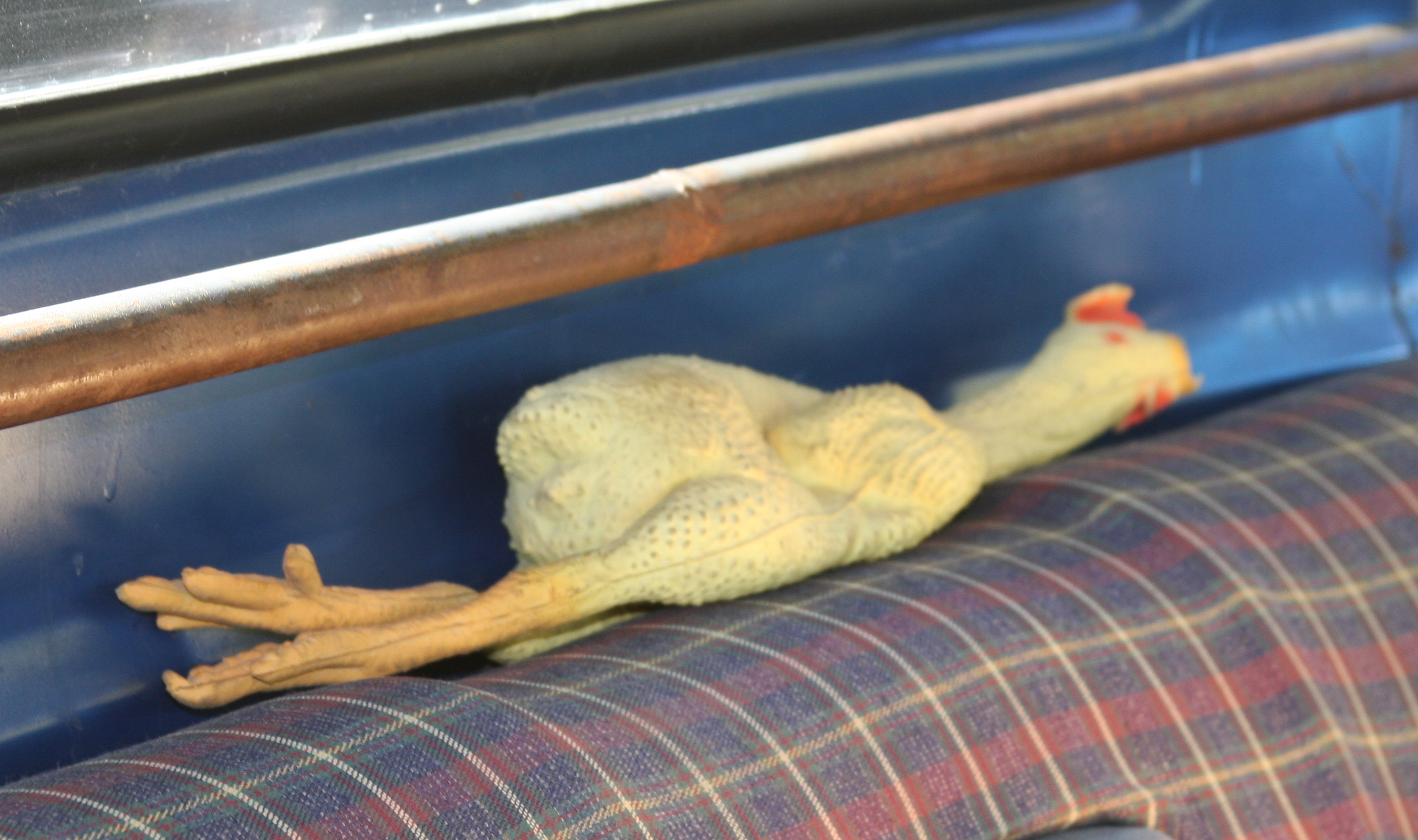
Pollo de goma en la parte trasera de un camión.

Un pollo de goma es un accesorio utilizado en comedia. La expresión también se utiliza como descripción de la comida que se sirve en discursos, convenciones y otras reuniones importantes, y como metáfora de los discursos.

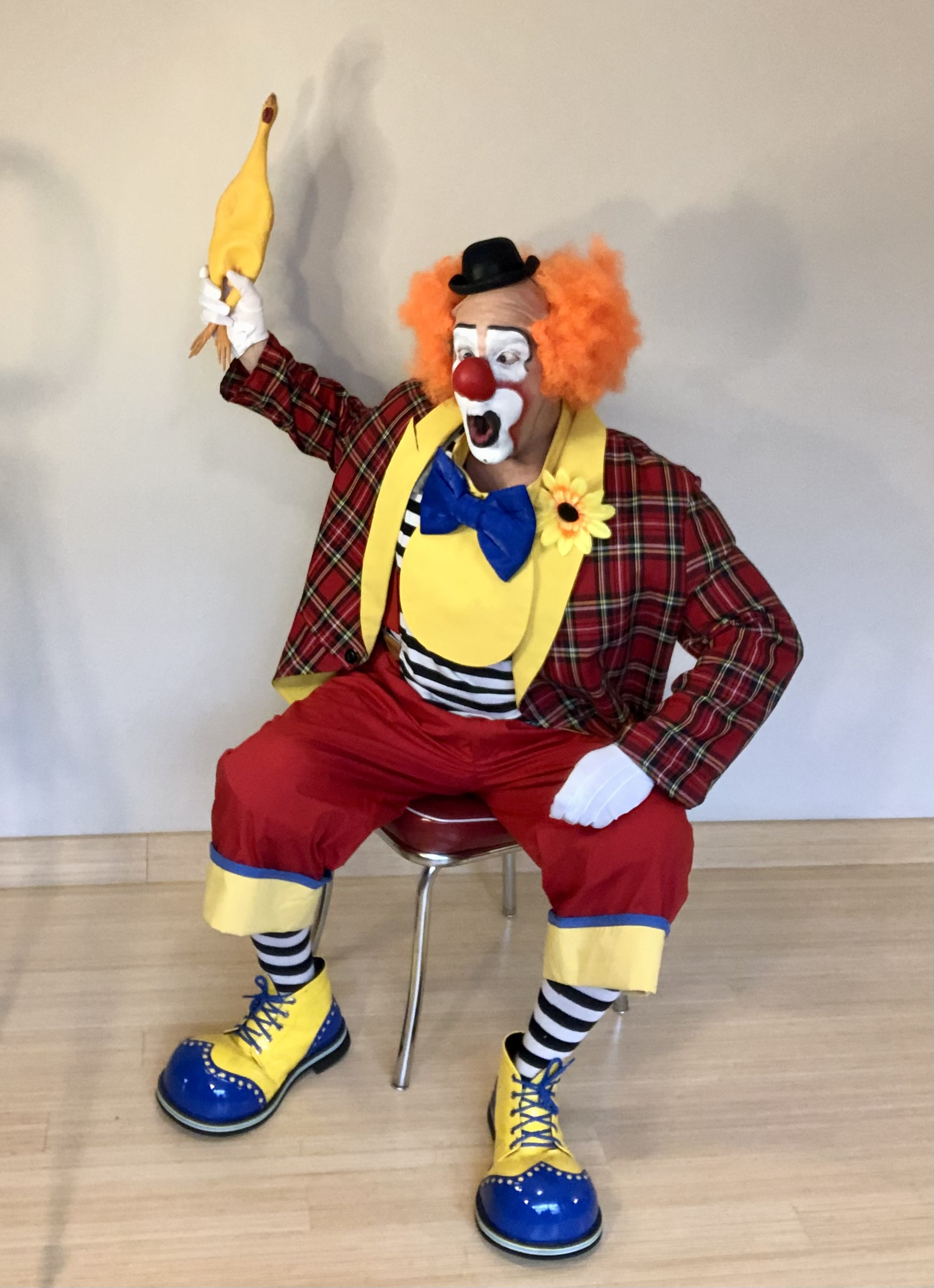
El pollo de goma es a veces utilizado en actos de payasos.

Un pollo de goma es una imitación de un ave desplumada fabricada en un molde de inyección de látex. Los pollos de goma actuales suelen tener algún tipo de dispositivo chirriador similar al que se encuentra en un pato de goma, que permite al pollo chillar o gritar cuando se lo aprieta.

## Orígenes
El origen del pollo de goma es oscuro, pero posiblemente se base en el uso de vejigas de cerdo infladas unidas a palos y utilizadas como accesorios o armas simuladas por los bufones en los días previos al desarrollo del plástico y el látex. Los cadáveres de pollo eran fácilmente accesibles; por lo tanto, los bufones podían emplearlos como variaciones de comedia física.
Un relato atribuye el primer uso de un pollo de utilería a John Holmberg, el payaso sueco de cara negra de principios del siglo XX. De manera similar, el artista británico Joseph Grimaldi actuaba con los bolsillos llenos de comida falsa para burlarse de la glotonería que supuestamente prevalecía entre las clases altas en ese momento. Sin embargo, esto es anterior a la vulcanización del caucho.
La afirmación de que el símbolo se originó durante la Revolución Francesa, con los soldados colgando un pollo de sus mosquetes para tener suerte, está impresa en la etiqueta de los pollos de goma fabricados por Archie McPhee.

## Comida y discursos
El término "pollo de goma" se utiliza despectivamente para describir la comida que se sirve en eventos políticos o corporativos, bodas y otras reuniones donde hay una gran cantidad de invitados que requieren servirse en un período de tiempo corto. A menudo, el pollo precocido se mantiene a temperatura de servir durante algún tiempo y luego se adereza con una salsa mientras se sirve. En consecuencia, la carne puede quedar dura o "gomosa". Se dice que alguien que "recorre el 'circuito del pollo de goma'" lo hace asistiendo o pronunciando discursos en muchas de esas reuniones, a menudo como parte de una campaña política.